# Grądy (Otmuchów)
Grądy (deutsch Perschkenstein) ist ein Dorf der Stadt- und Landgemeinde Otmuchów im Powiat Nyski in der Woiwodschaft Opole in Polen.

## Geographie

### Geographische Lage
Das Straßendorf Grądy liegt im Südwesten der historischen Region Oberschlesien. Der Ort liegt etwa fünf Kilometer nordwestlich des Gemeindesitzes Otmuchów, etwa neun Kilometer nordwestlich der Kreisstadt Nysa und etwa 64 Kilometer südwestlich der Woiwodschaftshauptstadt Opole.
Grądy liegt in der Nizina Śląska (Schlesische Tiefebene) innerhalb der Równina Grodkowska (Grottkauer Ebene). Das Dorf liegt an der Cielnica (Tellnitz), einem linken Zufluss der Glatzer Neiße.

### Ortsteile
Ortsteile von Grądy sind die Weiler Laskowice (Laskowitz) und Pasieki (Bittendorf).

### Nachbarorte
Nachbarorte von Grądy sind im Südosten Goświnowice (Friedenthal-Großgiesmannsdorf), im Südosten Ulanowice (Ullersdorf) sowie im Westen Malerzowice Małe (Klein Mahlendorf).

## Geschichte
In dem Werk Liber fundationis episcopatus Vratislaviensis aus den Jahren 1295–1305 wird der Ort erstmals als Herzmantowitz erwähnt. Für das Jahr 1477 ist die Ortsbezeichnung Perszkensteyn sowie 1512 Hermanszdorff überliefert.
Nach dem Ersten Schlesischen Krieg 1742 fiel Perschkenstein mit dem größten Teil Schlesiens an Preußen. 1782 wurde im Ort eine Schule eingerichtet.
Nach der Neuorganisation der Provinz Schlesien gehörte die Landgemeinde Perschkenstein ab 1816 zum Landkreis Grottkau im Regierungsbezirk Oppeln. 1845 bestanden im Dorf eine katholische Schule, eine Brennerei, ein Teich sowie 18 weitere Häuser. Im gleichen Jahr lebten in Perschkenstein 138 Menschen, allesamt katholisch. 1855 lebten 133 Menschen in Perschkenstein. 1865 bestanden im Ort vier Bauern, neun Gärtner-, sechs Häuslerstellen und zwei Einlieger. Die zweiklassige Schule wurde im gleichen Jahr von 169 Schülern besucht. 1874 wurde der Amtsbezirk Klein Mahlendorf gegründet, welcher aus den Landgemeinden Bittendorf, Klein Mahlendorf, Klein Vorwerk, Laskowitz, Nitterwitz, Perschkenstein, Ullersdorf und Weidich und den Gutsbezirken Bittendorf, Klein Mahlendorf, Klein Vorwerk, Nitterwitz und Ullersdorf bestand. 1885 zählte Perschkenstein 156 Einwohner.
1933 lebten in Perschkenstein 300 sowie 1939 269 Menschen. Bis Kriegsende 1945 gehörte der Ort zum Landkreis Grottkau.
Als Folge des Zweiten Weltkriegs fiel Perschkenstein 1945 wie der größte Teil Schlesiens unter polnische Verwaltung. Nachfolgend wurde es in Grądy umbenannt und der Woiwodschaft Schlesien angeschlossen. Die deutsche Bevölkerung wurde weitgehend vertrieben. 1950 wurde es der Woiwodschaft Oppeln eingegliedert. 1999 kam der Ort zum wiedergegründeten Powiat Nyski. 2006 lebten 149 Menschen im Ort.

## Sehenswürdigkeiten
- Steinernes Wegekreuz
- Steinerne Wegekapelle in Pasieki